# Femmes d'un été
Pour plus de détails, voir Fiche technique et Distribution.
Femmes d'un été (titre italien : Racconti d'estate) est un film franco-italien réalisé par Gianni Franciolini, sorti en 1958.

## Synopsis
Sur une plage chic de la Riviera italienne à Tigullio en été, des relations passagères ou sentimentales entre maris, femmes et amants se font et se défont.
Un policier, Marcello, tombe amoureux d'une voleuse française, Micheline, qu'il doit emmener en prison et retarde son incarcération. Une jeune femme célibataire, Dorina, cherche à séduire un homme fortuné.

## Fiche technique
- Titre original : Racconti d'estate
- Titre français : Femmes d'un été
- Réalisation : Gianni Franciolini
- Scénario : Gianni Franciolini, Sergio Amidei, Edoardo Anton, René Barjavel, Ennio Flaiano, Alberto Moravia, Rodolfo Sonego et Alberto Sordi
- Photographie : Enzo Serafin, assisté de Giuseppe Ruzzolini (cadreur)
- Musique : Piero Piccioni
- Pays d'origine : Italie - France
- Format : Couleurs - 2,35:1 - Mono
- Genre : comédie romantique
- Durée : 113 minutes
- Date de sortie : 1958

## Distribution
- Alberto Sordi : Aristarco Battistini
- Michèle Morgan : Micheline
- Marcello Mastroianni : Marcello Mazzoni
- Sylva Koscina : Renata Morandi
- Gabriele Ferzetti : Giulio Ferrari
- Dorian Gray : Dorina
- Franca Marzi : Clara
- Lorella De Luca : Lina
- Franco Fabrizi : Sandro Morandi
- Ennio Girolami : Walter
- Dany Carrel : Jacqueline
- Jorge Mistral : Romualdo